# Еяф'ятлайокютль (вулкан)
63°38′ пн. ш. 19°36′ зх. д. / 63.633° пн. ш. 19.600° зх. д.
Е́яф'ятлайокютль (ісл. Eyjafjallajökull, МФА: [ˈɛɪjaˌfjatlaˌjœːkʏtl̥] ( прослухати), що означає «льодовик Острівних гір»), або Еяфйотль (Eyjafjöll, МФА: [ˈɛɪjaˌfjœtl̥])) — вулкан на півдні Ісландії, частково вкритий однойменним льодовиком.

## Опис
Часто Еяф'ятлайокютль відносять до стратовулканів, іноді — до щитових вулканів. Ширина підніжжя — 30×15 км (витягнуте в напрямку схід—захід), висота — 1666 м; має кальдеру шириною 2,5 км. Верхня частина вулкана вкрита шаром льоду завтовшки до 200 м.
Вулкан пов'язаний з активним рифтом, що, однак, лежить поза межами основної в Ісландії зони спредингу. Він розташований за кількадесят кілометрів від найближчої межі літосферних плит, на південь від місця з'єднання Східної вулканічної зони та Південноісландської сейсмічної зони (перша пов'язана з основним в Ісландії місцем спредингу, а друга — з трансформним розломом). Рифтова зона проходить через вулкан у напрямку схід—захід; так само витягнутий сам вулкан і більшість його тріщин, що давали виверження.

## Активність
Еяф'ятлайокютль набагато менш активний, ніж сусідні вулкани. Відомо 5 голоценових вивержень: близько 550, близько 920, 1612, 1821—1823 та 2010 року. Друге, третє і четверте відбувалися одночасно або незадовго до виверження сусіднього вулкана Катла; деяка активність Катли спостерігалася й після проявів активності Еяф'ятлайокютля 1999 і 2010 року. Механізм зв'язку між цими вулканами лишається невідомим.
Починаючи з 1979 року, було зареєстровано кілька землетрусів, джерелом яких був цей вулкан. 1994 і 1999 років під ним утворювалися масштабні інтрузії, які призводили до сейсмічних поштовхів і деформації поверхні. Так, під час землетрусу 1999 року, згідно з супутниковими радарними даними, поверхня вулкана деформувалася на понад 20 см, що пояснюють утворенням сілла об'ємом 20-30 млн м³ на глибині 6,3 км. Деформацію на понад 15 см було зареєстровано й за 11 тижнів до виверження 2010 року.
2010 року на вулкані відбулося сильне виверження, що викинуло в повітря велику хмару попелу. Це призвело до закриття аеропортів у багатьох країнах Європи.

## Галерея
|  |  |